# Сибтекстильмаш (дворец культуры)
Дворец культуры «Сибтекстильмаш» — культурное учреждение в Ленинском районе Новосибирска, открытое в 1983 году.

## История
В 1973 году бывший директор Сибтекстильмаша К. П. Дворсков заложил первый камень в основание будущего дворца культуры. Строительство вели работники завода. Большая практическая помощь при строительстве была оказана 2-м секретарём Ленинского райкома КПСС В. Н. Шумиловым и директором завода Г. Н. Первушевым. Оформлением занимался художник В. А. Кузьмин.
В апреле 1983 года дворец культуры был открыт.

## Творческие коллективы
При учреждении числятся 42 творческих коллектива, двум из них присвоено звание «народный». С момента открытия действуют творческое объединение «Сударушка», студия спортивно-бальных танцев ТСК «Вереск», коллектив народной песни «Верность», студия вокального пения «Вдохновение».